# Eduardo Zenay
Eduardo Zenay (San Antonio, 1956) es un autor profesional de crucigramas chileno. Ha trabajado en importantes periódicos y revistas chilenas, como La Nación, El Mercurio, Revista Siglo XXI, Revista Wikén, Revista del Domingo y Revista Caras.

## Biografía
Ingeniero Civil Electricista de la Universidad de Chile. Su carrera en el desarrollo de crucigramas comenzó cuando a los 12 años envió su primera colaboración a una revista de entretenimiento local. Posteriormente en 1986 postuló al cargo de creador de crucigramas para la Revista sabatina Verónica, del diario La Nación. Quedó seleccionado y trabajó en ese cargo durante cuatro años.
Posteriormente en 1991 fue contactado por Alexis Jeldrez, periodista del Diario El Mercurio, quien le solicitó diseñar un crucigrama especial para una nueva revista que estaba preparando el periódico y que circularía los días jueves de cada semana. Bajo esta premisa desarrolló el juego Piramidegrama, que se publicó durante 8 años en la sección Ingenios de la Revista Siglo XXI, Ciencia y Tecnología.
El año 2000 pasó a desarrollar pasatiempos y juegos de ingenio para la Revista Wikén del diario El Mercurio y en forma paralela fue contactado por el mismo periódico para hacerse cargo del desarrollo del crucigrama en la Revista del Domingo, debido al fallecimiento del señor Donato Torechio. El año 2005 fue contactado por la Revista Caras para hacerse cargo de la creación de su crucigrama, trabajo que realizó durante 7 años. El año 2006 se le encomendó el diseño y desarrollo del crucigrama que aparece diariamente en el Cuerpo C - Nacional del diario El Mercurio. El año 2014 comenzó a colaborar con el Cuerpo D - Vida Actual del mismo periódico, en el desarrollo de crucigramas de una página completa para eventos especiales.

### Otros trabajos
Aparte de su trabajo con periódicos y revistas ha colaborado con empresas como la Clínica Alemana de Santiago y la Facultad de Derecho de la Universidad Mayor. También participó junto a Germana Matta Ferrari, en el diseño y desarrollo del crucigrama para el libro “Don Qui. El Quijote de Matta”, de acuerdo a preguntas y respuestas del pintor Roberto Matta.

## Crucigramas y pasatiempos
- Revista Verónica, diario La Nación, 1986-1990
- Revista Siglo XXI, Ciencia y Tecnología, diario El Mercurio, 1991-1999
- Revista Wikén, diario El Mercurio, 2000-2001
- Revista del Domingo, diario El Mercurio, 2000 a la fecha
- Revista Caras, 2005-2012
- Diario El Mercurio, Cuerpo C, Nacional, 2006 a la fecha
- Diario El Mercurio, Cuerpo D, Vida Actual, 2014 a la fecha